# Yigoga romanovi
Yigoga romanovi är en fjärilsart som beskrevs av Hugo Theodor Christoph 1885. Yigoga romanovi ingår i släktet Yigoga och familjen nattflyn. Inga underarter finns listade i Catalogue of Life.